# Гуверсон-Гайтс (Західна Вірджинія)
Гуверсон-Гайтс (англ. Hooverson Heights) — переписна місцевість (CDP) в США, в окрузі Брук штату Західна Вірджинія. Населення — 2582 особи (2020).

## Географія
Гуверсон-Гайтс розташований за координатами 40°18′54″ пн. ш. 80°34′52″ зх. д. / 40.31500° пн. ш. 80.58111° зх. д. (40.314981, -80.581115).  За даними Бюро перепису населення США в 2010 році переписна місцевість мала площу 5,99 км², з яких 5,85 км² — суходіл та 0,15 км² — водойми.

## Демографія
Згідно з переписом 2010 року, у переписній місцевості мешкало 2590 осіб у 1036 домогосподарствах у складі 720 родин. Густота населення становила 432 особи/км².  Було 1143 помешкання (191/км²).
Расовий склад населення:
| - 99,3 % — білих - 0,2 % — чорних або афроамериканців - 0,1 % — корінних американців |

До двох чи більше рас належало 0,3 %. Частка іспаномовних становила 0,7 % від усіх жителів.
За віковим діапазоном населення розподілялося таким чином: 18,3 % — особи молодші 18 років, 60,4 % — особи у віці 18—64 років, 21,3 % — особи у віці 65 років та старші. Медіана віку мешканця становила 47,3 року. На 100 осіб жіночої статі у переписній місцевості припадало 88,8 чоловіків;  на 100 жінок у віці від 18 років та старших — 86,4 чоловіків також старших 18 років.
Середній дохід на одне домашнє господарство  становив 50 567 доларів США (медіана — 50 373), а середній дохід на одну сім'ю — 58 595 доларів (медіана — 58 120). Медіана доходів становила 44 531 долар для чоловіків та 24 266 доларів для жінок. За межею бідності перебувало 13,2 % осіб, у тому числі 20,1 % дітей у віці до 18 років та 0,0 % осіб у віці 65 років та старших.
Цивільне працевлаштоване населення становило 1061 осіб. Основні галузі зайнятості: освіта, охорона здоров'я та соціальна допомога — 18,9 %, роздрібна торгівля — 15,0 %, виробництво — 14,4 %.